# Giro di Toscana 1983
Il Giro di Toscana 1983, cinquantasettesima edizione della corsa, si svolse il 7 maggio su un percorso di 236 km, con partenza e arrivo a Poggio a Caiano. Fu vinto dal belga Fons De Wolf della Bianchi-Piaggio davanti agli italiani Massimo Ghirotto e Riccardo Magrini.

## Ordine d'arrivo (Top 10)
| Pos. | Corridore         | Squadra                  | Tempo    |
| ---- | ----------------- | ------------------------ | -------- |
| 1    | Fons De Wolf      | Bianchi-Piaggio          | 5h50'53" |
| 2    | Massimo Ghirotto  | Gis Gelati-Campagnolo    |          |
| 3    | Riccardo Magrini  | Metauro Mobili-Pinarello |          |
| 4    | Silvano Riccò     | Termolan-Galli           |          |
| 5    | Wladimiro Panizza | Atala-Campagnolo         |          |
| 6    | Raniero Gradi     | Sammontana-Campagnolo    |          |
| 7    | Flavio Zappi      | Metauro Mobili-Pinarello |          |
| 8    | Davide Cassani    | Termolan-Galli           |          |
| 9    | Gianni Zola       | Sammontana-Campagnolo    |          |
| 10   | Czesław Lang      | Gis Gelati-Campagnolo    |          |